# 市川八百蔵 (2代目)
二代目 市川八百蔵（いちかわ やおぞう、享保20年〈1735年〉 - 安永6年7月3日〈1777年8月5日〉）とは、江戸時代中期の歌舞伎役者。俳名中車、屋号は橘屋、蓬莱屋、吉村屋。

## 来歴
初代市川八百蔵の妹婿。最初は音曲方として豊竹和泉太夫と名乗っていたが、宝暦元年（1751年）に二代目中村傳九郎の門下となって中村傳蔵を名乗り、江戸森田座で舞台に立つ。宝暦11年（1761年）、中村座で初代八百蔵の三回忌追善として舞台を勤める。同年、師匠傳九郎の計らいで初代八百蔵の妹と結婚し、市川八百蔵家の後継となった。宝暦13年（1763年）11月、四代目市川團十郎の門下となり、二代目市川八百蔵を襲名する。享年43。荒事と和事を得意とし、『助六』が評判を呼び、水入りで使用した水を女性が徳利に入れて持ち帰るほど女性に人気があった。子に三代目中村傳九郎がいる。